# Safwan Khalil
Safwan Khalil (Trípoli, 15 de mayo de 1986) es un deportista australiano que compitió en taekwondo. Ganó tres medallas de oro en el Campeonato de Oceanía de Taekwondo entre los años 2005 y 2019.

## Palmarés internacional
| Campeonato de Oceanía | Campeonato de Oceanía | Campeonato de Oceanía | Campeonato de Oceanía |
| Año                   | Lugar                 | Medalla               | Categoría             |
| --------------------- | --------------------- | --------------------- | --------------------- |
| 2005                  | Sídney (Australia)    | Medalla de oro        | –68 kg                |
| 2018                  | Mahina (Francia)      | Medalla de oro        | –58 kg                |
| 2019                  | Apia (Samoa)          | Medalla de oro        | –58 kg                |